# Devendra Banhart
Devendra Banhart (* 30. Mai 1981 in Houston, Texas) ist ein amerikanisch-venezolanischer Psychedelic-Folk-Sänger und Songwriter. Seine bei Young God Records und zuletzt bei XL Recordings veröffentlichten Alben sowie die von ihm zusammengestellte Compilation The Golden Apples of the Sun, die Musiker wie Joanna Newsom, Antony and the Johnsons, CocoRosie und Josephine Foster versammelt, sind stilbestimmend für die New-Weird-America-Bewegung.

## Leben
Banharts Eltern übernahmen den Vornamen Devendra von Prem Rawat, einem indischen Mystiker, dessen Anhänger sie waren. Zwei Jahre nach der Geburt ihres Sohnes trennten sie sich. Devendra zog mit seiner venezolanischen Mutter nach Caracas, Venezuela, wo er bis zu seinem 14. Lebensjahr blieb. Als Devendras Mutter erneut heiratete, zog die Familie nach Los Angeles. 
Seit dem zwölften Lebensjahr schrieb Banhart Stücke für Gitarre.
1998 zog Devendra Banhart nach San Francisco, um an der San Francisco Art Academy zu studieren. Er wohnte im berühmten Schwulenviertel Castro und begann bald, in verschiedensten Lokalen und Clubs als Gitarrist zu spielen.
2000 brach er sein Studium ab und zog nach Paris, wo er in einem kleinen Club entdeckt wurde. Noch im selben Jahr ging er zurück in die Vereinigten Staaten und pendelte ohne festen Wohnsitz zwischen San Francisco und Los Angeles hin und her. Während dieser Zeit nahm er Lieder auf, manchmal auf dem Anrufbeantworter von Freunden. Aus diesen Stücken setzen sich seine ersten beiden Veröffentlichungen zusammen.
Banhart gilt als Anführer einer popmusikalischen Erweckungsbewegung namens „Freak Folk“.

## Werk
Banharts erstes Album, The Charles C. Leary, ist 2002 noch bei Hinah erschienen und taucht in den meisten Diskografien gar nicht auf; zumeist wird Oh Me Oh My... The Way the Day Goes By the Sun Is Setting Dogs Are Dreaming Lovesongs of the Christmas Spirit als sein Debüt bezeichnet. In kurzer Folge erschienen in den nächsten Jahren Rejoicing in the Hands, Niño Rojo und Cripple Crow. Während die ersten Alben noch sehr minimalistisch sind und viele der Stücke nur aus Gesang und Gitarre bestehen, wird Devendra Banhart auf Cripple Crow von einer größeren Band unterstützt.
Auf dem Titelstück von Rejoicing in the Hands singt Banhart im Duett mit der Songwriter-Legende Vashti Bunyan. In einem Interview bezeichnet er sie als „the living Nick Drake“. Angeblich schreibt er vor jedem Konzert ihren Namen auf seinen Arm.
Banharts Stück Insect Eyes war im Teaser-Trailer des Horrorfilms The Hills Have Eyes 2 zu hören. Während einer Animations-Sequenz in dem neuseeländischen Film Eagle vs Shark wird der Song The Body Breaks aus dem Album Rejoicing In The Hands gespielt. Außerdem ist Carmensita im Film 17 Mädchen zu hören. Der Titel Lover fand in der US-amerikanischen Teenie-Komödie Nick und Norah – Soundtrack einer Nacht Verwendung.
Als erster Künstler stiftete Devendra Banhart ein Design für das Yellow Bird Project, um Geld für den Teenage Cancer Trust zu sammeln.

## Diskografie
- The Charles C. Leary (Hinah, 2002)
- Oh Me Oh My|Oh Me Oh My … The Way the Day Goes By the Sun Is Setting Dogs Are Dreaming Lovesongs of the Christmas Spirit (Young God Records, 2002)
- The Black Babies (UK EP) (Young God, 2003)
- Rejoicing in the Hands (Young God, 2004)
- Niño Rojo (Young God, 2004)
- Cripple Crow (XL Recordings, 2005)
- Devendra Banhart/Jana Hunter (Split-EP mit Jana Hunter, Troubleman Unlimited #153, LP, 2005)
- Smokey Rolls Down Thunder Canyon (XL Recordings/Beggars Group/Indigo, 2007)
- What Will We Be (Reprise Records, 2009)
- Mala (Nonesuch Records, 2013)
- Ape in Pink Marble (Nonesuch Records, 2016)
- Ma (Nonesuch Records, 2019)

## Aufnahmen mit anderen Musikern
- Rejoicing in the Hands mit Vashti Bunyan auf The Golden Apples of the Sun (2004)
- UNICEF Benefit Song mit verschiedenen Musikern auf Do They Know It’s Hallowe’en? (2005)
- Spiralling with Antony and the Johnsons auf I Am a Bird Now (2005)
- The Black Swan mit Bert Jansch (2006)
- Das zweite Water Piece Projekt mit Yoko Ono.
- Das Lied The Century Trilogy III: The Fall mit Tarantula AD auf ihrem Album Book of Sand
- Brazilian Sun mit CocoRosie auf ihrem zweiten Album Noah's Ark
- Houses mit CocoRosie auf ihrem dritten Album The Adventures of Ghosthorse and Stillborn
- Eine Coverversion von Caetano Velosos London, London mit Cibelle
- Who Loves auf Matteah Baims Album Death of the Sun mit Jana Hunter
- Das Album Surfing von Megapuss mit Gregg Rogove von Priestbird, Fab Moretti von The Strokes und MTV-Comedian Aziz Ansari (2008)
- You Fucking People Make Me Sick auf My Father Will Guide Me up a Rope to the Sky von Swans (2010)
- Eine Coverversion von The Overachievers von den Liars auf der Deluxe Edition des Albums Sisterworld und der EP The Overachievers (2010)